# Marcin Kalinowski (hetman)
Marcin Kalinowski herbu Kalinowa (ur. około 1605, zm. 2 czerwca 1652 w Batohu) – hetman polny koronny w latach 1646–1652, wojewoda czernihowski od 16 marca 1635 do 1652, podkomorzy kamieniecki w latach 1628–1633, starosta bracławski w latach 1638–1643, starosta czernihowski w latach 1638–1648, starosta cykowski w latach 1623-1629, starosta karaczkowski w latach 1623-1629, starosta lityński w latach 1638-1646, starosta lubecki w latach 1638-1652, starosta trembowelski w latach 1645-1646, starosta łojowski w 1646 roku, starosta przemyski w latach 1651-1652, rotmistrz królewski w 1633.
Poseł na sejm konwokacyjny 1632 roku z województwa podolskiego. Poseł na sejm 1633 i 1635 z województwa bracławskiego. Jako senator wziął udział w sejmach: 1637 (II), 1643, 1645, 1647 i 1650.
Urodzony około 1605, pochodził z zamożnej rodziny szlacheckiej mającej swoje dobra w województwie bracławskim na Ukrainie. Syn Walentego Aleksandra Kalinowskiego starosty generalnego podolskiego, który zginął w bitwie pod Cecorą w 1620.
Po studiach w kraju kontynuował naukę w belgijskim Louvain. Ożenił się z Heleną Korecką. 
W 1624 na czele ochotników brał udział w bitwie pod Martynowem z Tatarami. Jako właściciel licznych majątków posiadał wojsko prywatne, na czele którego brał czynny udział w tłumieniu powstań kozackich (bunt Pawluka i Huni 1637–1638) oraz w walkach z zagonami Tatarów (bitwa pod Ochmatowem w 1644).
W 1632 został podkomorzym podolskim. Był członkiem konfederacji generalnej zawiązanej 16 lipca 1632 roku. W 1635 mianowany pierwszym wojewodą czernihowskim, przez co uzyskał miejsce w izbie senatorskiej. W 1637 został wyznaczony senatorem rezydentem. Został także komisarzem królewskim do spraw granicznych z Rosją. Związany politycznie i rodzinnie z Jerzym Ossolińskim (syn Kalinowskiego, Samuel Jerzy, ożenił się z córką kanclerza, Urszulą Brygidą Ossolińską), zawdzięczał mu awans na hetmana polnego koronnego w listopadzie 1646. W przeciwieństwie do swego mentora był zwolennikiem zbrojnej rozprawy z Kozakami.
Skłócony z hetmanem wielkim koronnym Mikołajem Potockim, niepopularny wśród szlachty, dał się poznać jako nieudolny dowódca. Po wybuchu powstania Chmielnickiego w 1648 brał udział w bitwie pod Korsuniem w maju tego roku, gdzie wojska koronne poniosły klęskę, a obydwaj hetmani dostali się do kozackiej niewoli. Wolność za okupem hetman odzyskał dopiero w 1650.
Był nominalnym dowódcą lewego skrzydła w bitwie pod Beresteczkiem w czerwcu 1651 (faktycznie dowodził Jeremi Wiśniowiecki, przeciwnik ugody białocerkiewskiej).
5 września 1651 niedaleko Trypola, dowodzone przez niego chorągwie wciągnęły w zasadzkę i doszczętnie wybiły grupę trzech tysięcy Kozaków z grupy Wasyla Zołotarenki. Razem z Mikołajem Potockim zwolennik ugody białocerkiewskiej z Chmielnickim, czemu sprzeciwiał się Janusz Radziwiłł i Aleksander Koniecpolski.
Po śmierci Mikołaja Potockiego, zostawszy wodzem naczelnym armii koronnej, prowadził działania zbrojne na Ukrainie. Otoczony w obozie pod Batohem przez armię kozacko-tatarską Bohdana Chmielnickiego, której usiłował przeszkodzić w marszu na Mołdawię w czerwcu 1652. Stoczona tam bitwa zakończyła się najpierw klęską Polaków i śmiercią hetmana polnego i jego syna, a następnie rzezią polskich jeńców.
Był katolikiem.